# OddLot Entertainment
OddLot Entertainment é uma empresa fundada em 2001 por produtores de longa data Gigi Pritzker e Deborah Del Prete (The Wedding Planner), é uma empresa de produção e de financiamento de filmes localizada em Culver City, Califórnia.

## História
OddLot produziu a versão cinematográfica de Ender's Game. A versão cinematográfica do filme tinha estado em obras, de uma forma ou de outra, por mais de uma década pela época de seu lançamento. Em 2013, a OddLot assinou um contrato de vários anos, de distribuição e co-financiamento com a Lionsgate. OddLot e Lionsgate parceria juntos anteriormente para produzir Draft Day e Ender's Game. A parceria começa oficialmente com a produção de Mortdecai, a comédia de ação a ser lançado em 2015.

## Filmografia
| Ano  | Filme              |
| ---- | ------------------ |
| 2005 | Green Street       |
| 2007 | Suburban Girl      |
| 2007 | Undead or Alive    |
| 2008 | The Spirit         |
| 2010 | Rabbit Hole        |
| 2011 | From Prada to Nada |
| 2011 | Drive              |
| 2013 | The Way Way Back   |
| 2013 | Ender's Game       |
| 2014 | Rosewater          |
| 2014 | Draft Day          |
| 2015 | Mortdecai          |
| 2016 | Comancheria        |